# Rebel Heart (album van Madonna)
Rebel Heart is het dertiende studioalbum  van Madonna. Het album werd uitgebracht in maart 2015, echter zijn er voor de oorspronkelijke datum verschillende demo's gelekt.  Ze werkte met verschillende artiesten voor dit album, zoals Nicki Minaj, Nas, Avicii, Kanye West en Diplo.
Er zijn tot zover drie singles uitgebracht. Op 20 december 2014 werd Living For Love uitgebracht als eerste single van het album. Op 13 maart 2015 werd Ghosttown als tweede single uitgebracht. Doordat Living For Love en Ghosttown op nummer 1 belandden op de Dance Club Songs Chart, had ze daarmee 45 nummer 1's op deze chart staan, waarmee ze de artiest was met de meeste nummer 1's op een enkele chart.  Op 15 juni 2015 werd Bitch I'm Madonna uitgebracht als derde single. De videoclip is ruim 320 miljoen keer bekeken, waarmee het de meest bekeken videoclip van Madonna op YouTube is en ook deze single kwam op nummer 1 op de Dance Club Songs Chart waarmee ze haar voorsprong verlengde. 
Madonna was de eerste artiest die een contract sloot met het nieuwe muziekproductieonderdeel Artist Nation van Live Nation. Hiermee is Rebel Heart haar laatste album dat onder dit contract valt.

## Promotie
Madonna trad op tijdens de 57e Grammy Awards op zondag 8 februari 2015 met haar eerste single Living For Love. Het optreden was volgens critici episch. Ook trad ze op bij de Brit Awards 2015, maar door een fout in haar cape viel ze van twee treden af en belandde met een klap op haar achterhoofd. Maar de 56-jarige Queen of Pop stond op en ging verder met haar optreden. Na het optreden liet ze via Instagram weten dat alles goed met haar was, hoewel ze tijdens een interview liet weten dat ze er een whiplash aan over heeft gehouden. Bij The Ellen DeGeneres Show werd een Madonna-week gehouden waarbij haar nieuwe album Rebel Heart centraal stond.

## Verkoop
Hoewel haar nieuwe album Rebel Heart en de val tijdens de Brit Awards, het onderwerp van de dag was, liepen de verkoopcijfers achteruit. De eerste week was het album bestverkopende album van de week, wereldwijd, maar alsnog Madonna's laagste verkoop in de eerste week. In de tweede week is de verkoop van het nieuwe album in de Verenigde Staten met maar liefst 67 procent gedaald. Waarschijnlijk hebben de tegenvallende resultaten te maken met het vroegtijdig uitlekken van het album. Echter zijn de verkoopcijfers enorm gestegen tijdens de start van de Rebel Heart Tour en zijn er inmiddels zo'n 650.000 exemplaren verkocht en in sommige landen verschillende records verbroken.

## Rebel Heart Tour
De Rebel Heart Tour is Madonna's tiende wereldwijde tournee ter ere van haar album Rebel Heart. De tour startte op 9 september 2015 in Montreal en bestaat uit 81 shows. Op 5 & 6 december komt ze naar het uitverkochte Ziggo Dome in Amsterdam. In Hongkong werden de tickets binnen 10 minuten uitverkocht, waarmee het de snelst uitverkochte show is daar. Ook komt ze voor het eerst in 23 jaar weer naar Oceanië. Meer hierover op de pagina Rebel Heart Tour

## Charts
Terwijl het album op nummer 2 belandde op de Billboard 200, behaalde het album op landen met grote muziekindustrieën zoals Australië, Oostenrijk, België, Canada, Tsjechië, Nederland, Duitsland, Hongarije, Italië, Japan, Zuid-Korea, Portugal, Spanje en Zwitserland op nummer 1. Het album belandde in alle landen met een chart in de top 10. In onder andere Duitsland heeft ze hiermee een record gehaald met de meeste nummer 1-albums van Duitsland (twaalf albums). 

## Tracklist
01. Living For Love 

02. Devil Pray 

03. Ghosttown 

04. Unapologetic Bitch 

05. Illuminati 

06. Bitch I'm Madonna (met Nicki Minaj) 

07. Hold Tight 

08. Joan Of Arc 

09. Iconic (met Chance the Rapper & Mike Tyson) 

10. HeartBreakCity 

11. Body Shop 

12. Holy Water 

13. Inside Out 

14. Wash All Over Me
Media Markt Editie (bonus track) 

15. Auto-Tune Baby
Deluxe Editie 

15. Best Night 

16. Veni Vidi Vici (met Nas) 

17. S.E.X. 

18. Messiah 

19. Rebel Heart
Super Deluxe Editie (cd 2) 

01. Beautiful Scars 

02. Borrowed Time 

03. Addicted 

04. Graffiti Heart 

05. Living For Love (PAULO & Jackinsy Full Vocal Mix) 

06. Living For Love (Funk Generation & H3dRush Dub)